# Červená hora (Altvatergebirge)
Červená hora (Roter Berg) ist ein Berg im Kepernik-Bergland, dem nordwestlichen Teil des Altvatergebirges. Sein Gipfel erhebt sich fünf Kilometer südwestlich der Gemeinde Bělá pod Pradědem über den tief eingeschnittenen Tälern der Bělá, des Černý potok, des Červenohorský potok, der Divoká Desná und der Hučivá Desná bis zu einer Höhe von 1333 m n.m.

## Geologie und Naturschutz
Der Berg besteht aus Glimmerschiefer und Gneis. Der Gipfelbereich liegt über der Baumgrenze, das baumlose Gebiet umfasst 56,4 Hektar. Die Hänge unterhalb des Gipfels sind mit Fichtenwald bewachsen. Am Osthang stehen Reste eines natürlichen Bergmischwaldes, der als Naturreservat Sněžná kotlina unter staatlichem Schutz steht. Die steile Bergflanke war im Pleistozän mit einem Firngletscher bedeckt, der ein Kar übrigließ. Auf dem Hang sammeln sich große Mengen Schnee, der bis Mai oder Juni liegenbleibt. Gelegentlich kommt es auch zu Lawinenabgängen. Die Bewegung der Schneemassen beeinträchtigt die Vegetationsdecke und beeinflusst die Vegetation. An Pflanzen finden sich dort zum Beispiel Tüpfel-Enzian, Alpen-Flachbärlapp, Faltenstirniger Eisenhut und Zwittrige Krähenbeere und viele Farne.  Das Reservat ist 104,34 Hektar groß und reicht von 980 bis 1320 m.n.m. Es ist nicht öffentlich zugänglich.

## Infrastruktur und Sehenswürdigkeiten
Am westlichen Fuß des Berges verläuft die Verbindungsstraße zwischen den Städten Jeseník und Šumperk, die in 1013 Metern Höhe den Pass Červenohorské sedlo (Roterbergsattel) überquert. Dort befindet sich ein Skigebiet mit vier Pisten und mehreren Liften.
Am Westhang liegt in 1280 m.n.m eine Quelle namens Vřesová studánka (Heidebrünnl),  die schon im 15. Jahrhundert bekannt war. Der Legende nach hatte ein fast erblindeter Förster sein Augenlicht zurückgewonnen, als er sich mit dem Wasser die Augen wusch. Über der Quelle steht eine steinerne Kapelle, die den am 30. Mai 1946 abgebrannten Vorgängerbau ersetzt. Eine Bergbaude am Heidebrünnl wurde 1988 abgerissen. Vom Roterbergsattel führen markierte Wanderwege zu der Quelle, zum Gipfel und weiter zu den benachbarten Gipfeln des Keprník und Šerák.